# Pecah Pinggan
Pecah Pinggan is een bestuurslaag in het regentschap Ogan Komering Ulu Selatan van de provincie Zuid-Sumatra, Indonesië. Pecah Pinggan telt 631 inwoners (volkstelling 2010).